# 1999 no cinema
O ano de 1999 no cinema incluiu o filme póstumo final de Stanley Kubrick, Eyes Wide Shut, o primeiro filme de Pedro Almodóvar a ganhar um Oscar, Todo sobre mi madre, o filme de ficção científica The Matrix, as animações The Iron Giant, Toy Story 2, Tarzan e South Park: Bigger, Longer & Uncut, o vencedor do Oscar de Melhor Filme American Beauty e o aclamado The Green Mile. Outros lançamentos notáveis incluem The Sixth Sense, de M. Night Shyamalan, Fight Club, de David Fincher, The Virgin Suicides, de Sofia Coppola, Magnolia, de Paul Thomas Anderson, e Being John Malkovich, de Spike Jonze e Charlie Kaufman. O ano também contou com Star Wars: Episode I – The Phantom Menace, de George Lucas, que foi um dos maiores sucessos de bilheteria. A Columbia Pictures e a Metro-Goldwyn-Mayer celebraram seus 75 anos em 1999.
Muitos analistas e críticos de cinema consideram 1999 como um dos melhores anos na história do cinema americano, com grandes sucessos de público e crítica.

## Maiores bilheterias
Os 10 filmes mais lançados em 1999 por arrecadação mundial são os seguintes:
| Ranque | Título                                    | Distribuidor     | Bilheteria global |
| ------ | ----------------------------------------- | ---------------- | ----------------- |
| 1      | Star Wars: Episode I – The Phantom Menace | 20th Century Fox | US$ 924,305,084   |
| 2      | The Sixth Sense                           | Buena Vista      | US$ 672,806,292   |
| 3      | Toy Story 2                               | Buena Vista      | US$ 511,358,276   |
| 4      | The Matrix                                | Warner Bros.     | US$ 465,974,198   |
| 5      | Tarzan                                    | Buena Vista      | US$ 448,191,819   |
| 6      | The Mummy                                 | Universal        | US$ 418,138,535   |
| 7      | Notting Hill                              | Universal        | US$ 363,889,678   |
| 8      | The World Is Not Enough                   | MGM / UIP        | US$ 361,832,400   |
| 9      | American Beauty                           | DreamWorks       | US$ 356,296,601   |
| 10     | Austin Powers: The Spy Who Shagged Me     | New Line         | US$ 312,383,487   |

## Prêmios
- Oscar 1999
- Globo de Ouro de 1999

## Nascimentos
| Data            | Nome                     | Profissão       | Nacionalidade             | Observações | Ref |
| --------------- | ------------------------ | --------------- | ------------------------- | ----------- | --- |
| 19 de fevereiro | Sonia Ben Ammar          | atriz e cantora | França                    |             |     |
| 25 de março     | Mikey Madison            | atriz           | Estados Unidos            |             |     |
| 27 de maio      | Lily-Rose Depp           | atriz           | França Estados Unidos     |             |     |
| 19 de junho     | Jessica Alexander        | atriz           | Reino Unido               |             |     |
| 27 de junho     | Chandler Riggs           | ator            | Estados Unidos            |             |     |
| 14 de julho     | Konstantino Atan         | ator            | Brasil                    |             |     |
| 30 de julho     | Joey King                | atriz           | Estados Unidos            |             |     |
| 14 de agosto    | Christian Malheiros      | ator            | Brasil                    |             |     |
| 8 de outubro    | Putthipong Assaratanakul | ator e cantor   | Tailândia                 |             |     |
| 10 de outubro   | Lee Eun-saem             | atriz           | Coreia do Sul             |             |     |
| 15 de outubro   | Bailee Madison           | atriz           | Estados Unidos            |             |     |
| 11 de novembro  | Lomon                    | ator e modelo   | Uzbequistão Coreia do Sul |             |     |
| 8 de dezembro   | Cho Yi-hyun              | atriz           | Coreia do Sul             |             |     |

## Mortes
| Data           | Nome                  | Profissão               | Nacionalidade  | Observações | Ref |
| -------------- | --------------------- | ----------------------- | -------------- | ----------- | --- |
| 26 de janeiro  | Manuel Costa e Silva  | cineasta                | Portugal       | n. 1938     |     |
| 4 de março     | Del Close             | ator                    | Estados Unidos | n. 1934     |     |
| 7 de março     | Stanley Kubrick       | diretor, roteirista     | Estados Unidos | n. 1928     |     |
| 8 de março     | António Campos        | cineasta                | Portugal       | n. 1922     |     |
| 22 de março    | David Strickland      | ator                    | Estados Unidos | n. 1969     |     |
| 2 de maio      | Oliver Reed           | ator                    | Reino Unido    | n. 1938     |     |
| 8 de maio      | Dana Plato            | atriz                   | Estados Unidos | n. 1964     |     |
| 8 de maio      | Dirk Bogarde          | ator                    | Reino Unido    | n. 1921     |     |
| 16 de maio     | Luiz Armando Queiroz  | ator, diretor           | Brasil         | n. 1945     |     |
| 11 de junho    | DeForest Kelley       | ator                    | Estados Unidos | n. 1920     |     |
| 19 de junho    | Mario Soldati         | cineasta, jornalista    | Itália         | n. 1906     |     |
| 1 de julho     | Sylvia Sidney         | atriz                   | Estados Unidos | n. 1910     |     |
| 1 de julho     | Edward Dmytryk        | cineasta                | Canadá         | n. 1908     |     |
| 2 de julho     | Mario Puzo            | ator, roteirista        | Estados Unidos | n. 1920     |     |
| 17 de julho    | Patricia Zipprodt     | figurinista             | Estados Unidos | n. 1925     |     |
| 4 de agosto    | Victor Mature         | ator                    | Estados Unidos | n. 1913     |     |
| 7 de agosto    | Brion James           | ator                    | Estados Unidos | n. 1945     |     |
| 9 de setembro  | Ruth Roman            | atriz                   | Estados Unidos | n. 1922     |     |
| 14 de setembro | Charles Crichton      | diretor, editor         | Reino Unido    | n. 1910     |     |
| 22 de setembro | George C. Scott       | ator, diretor, produtor | Estados Unidos | n. 1927     |     |
| 26 de outubro  | Hoyt Axton            | cantor, ator            | Estados Unidos | n. 1938     |     |
| 3 de novembro  | Ian Bannen            | ator                    | Reino Unido    | n. 1928     |     |
| 11 de novembro | Mary Kay Bergman      | dubladora               | Estados Unidos | n. 1961     |     |
| 21 de novembro | Horacio Gómez Bolaños | ator, roteirista        | México         | n. 1930     |     |
| 3 de dezembro  | Madeline Kahn         | atriz                   | Estados Unidos | n. 1942     |     |
| 17 de dezembro | Rex Allen             | ator, cantor            | Estados Unidos | n. 1920     |     |
| 18 de dezembro | Robert Bresson        | cineasta                | França         | n. 1901     |     |
| 19 de dezembro | Desmond Llewelyn      | ator                    | Reino Unido    | n. 1914     |     |
| 28 de dezembro | Clayton Moore         | ator                    | Estados Unidos | n. 1914     |     |